# Torneo di Wimbledon 2017 - Doppio femminile in carrozzina
Yui Kamiji e Jordanne Whiley sono le due volte detentrici del titolo e hanno difeso un'altra volta il successo sconfiggendo in finale Marjolein Buis e Diede de Groot con il punteggio di 2-6, 6-3, 6-0.

## Teste di serie
1. Jiske Griffioen /  Aniek van Koot (Griffioen ritirata e sostituita da Dana Mathewson)

1. Marjolein Buis /  Diede de Groot (finale)

## Tabellone

### Legenda
| - Q = Qualificato - WC = Wild card - LL = Lucky loser | - ALT = Alternate - SE = Special Exempt - PR = Protected Ranking | - w/o = Walkover - r = Ritirato - d = Squalificato |

|  | Semifinali | Semifinali                    | Semifinali                    | Semifinali | Semifinali |  |  | Finale | Finale                        | Finale | Finale | Finale |  |
|  |            |                               |                               |            |            |  |  |        |                               |        |        |        |  |
|  | Alt        | Dana Mathewson Aniek van Koot | Dana Mathewson Aniek van Koot | 4          | 4          |  |  |        |                               |        |        |        |  |
|  |            | Yui Kamiji Jordanne Whiley    | Yui Kamiji Jordanne Whiley    | 6          | 6          |  |  |        | Yui Kamiji Jordanne Whiley    | 2      | 6      | 6      |  |
|  |            | Sabine Ellerbrock Lucy Shuker | Sabine Ellerbrock Lucy Shuker | 4          | 1          |  |  | 2      | Marjolein Buis Diede de Groot | 6      | 3      | 0      |  |
|  | 2          | Marjolein Buis Diede de Groot | Marjolein Buis Diede de Groot | 6          | 6          |  |  |        |                               |        |        |        |  |